# 朝向反射
朝向反射（英語： 或 Orienting Reflex），是指在环境变化不足以引起惊跳反应时，生物对环境变化的即时反应。這種“即时反應”可以舉例理解：当环境中出现一束强光或一声巨响时，会引起人們自下而上的注意，在意识到之前，其注意力已经转移到了这些环境变化上。
朝向反射的一个重要作用是中介情绪对注意的影响。